# Phalacraea
Phalacraea là một chi thực vật có hoa thuộc họ Asteraceae.

## Danh sách loài
Chi này có các loài sau:
- Phalacraea callitricha (B.L.Rob.) R.M.King & H.Rob.
- Phalacraea ecuadorensis
- Phalacraea latifolia DC.
- Phalacraea longipetiolata (B.L.Rob.) R.M.King & H.Rob.